# Колонија де Ђовани (Виченца)
Колонија де Ђовани је насеље у Италији у округу Виченца, региону Венето.
Према процени из 2011. у насељу је живело 126 становника. Насеље се налази на надморској висини од 119 м.